# 컴퓨터 올림피아드
컴퓨터 올림피아드(Computer Olympiad)는 게임 인공지능의 우열을 가리는 올림피아드이다. 주로 추상전략 보드게임을 가지고 시합하지만 브리지등 우연의 영향이 있는 게임을 시합하는 경우도 있다.
컴퓨터 올림피아드는 컴퓨터 프로그램이 서로 경쟁하는 멀티 게임 이벤트이다. 많은 게임에서 컴퓨터 올림피아드는 "세계 최고의 컴퓨터 플레이어" 타이틀을 차지할 수 있는 기회이다. 1989년에 처음으로 경쟁을 펼쳤으며 대부분의 게임은 보드 게임이지만 브리지와 같은 다른 게임도 진행된다. 2010년에는 여러 퍼즐이 대회에 포함되었다.

## 역사
1980년대 데이비드 레비(David Levy)가 개발한 제1회 컴퓨터 올림피아드는 1989년 런던의 파크 레인 호텔에서 열렸다. 올림픽은 올림피아드 집행위원회가 새로운 조직자를 찾을 수 없었던 1992년 대회 이후까지 매년 개최되었다. 이로 인해 2000년 마인드 스포츠 올림피아드가 부활할 때까지 경기가 중단되었다. 최근 국제컴퓨터게임협회(ICGA)는 컴퓨터 올림피아드를 채택해 매년 행사를 조직하려 하고 있다.

## 같이 보기
- 컴퓨터 체스